# 蘭寧山

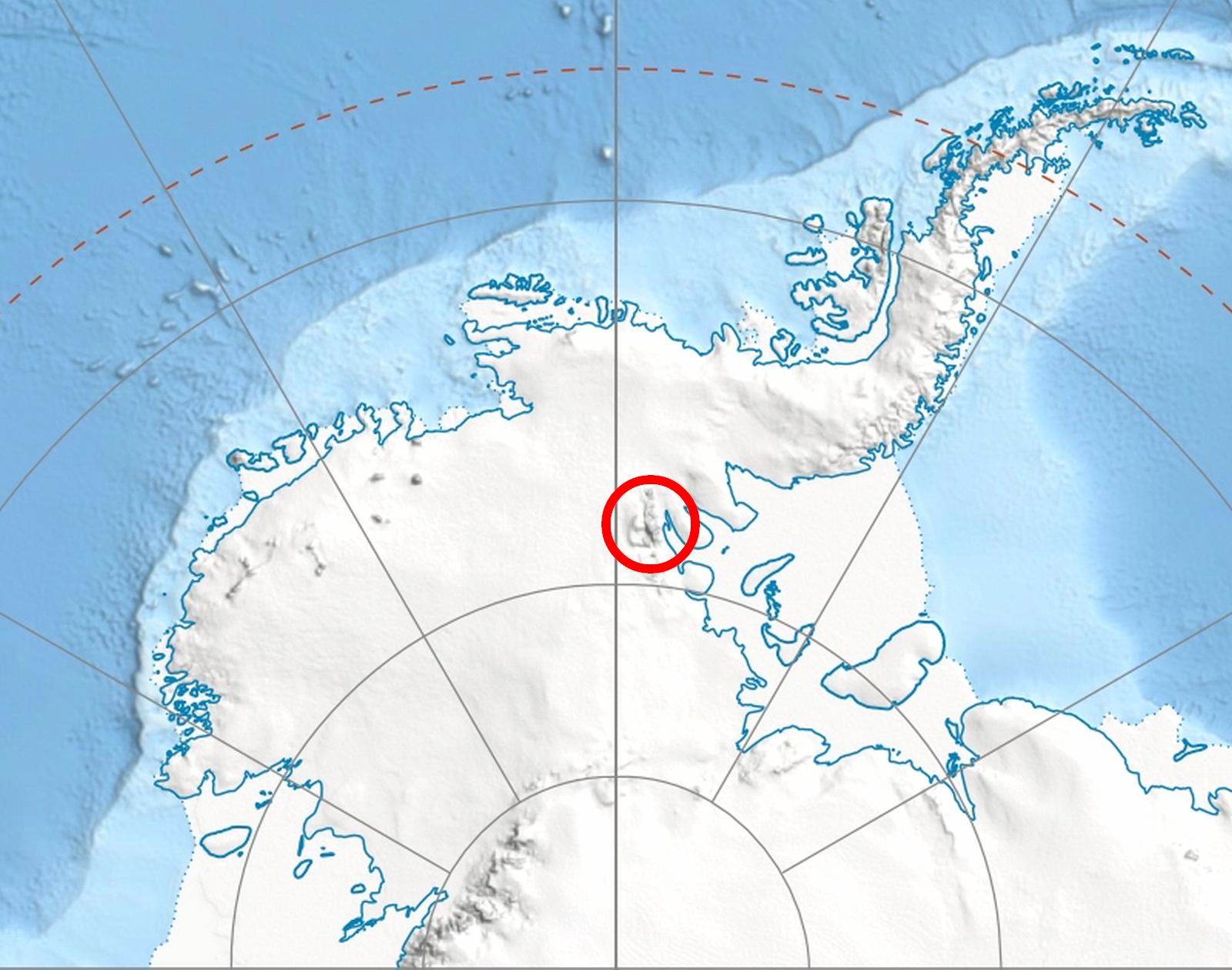

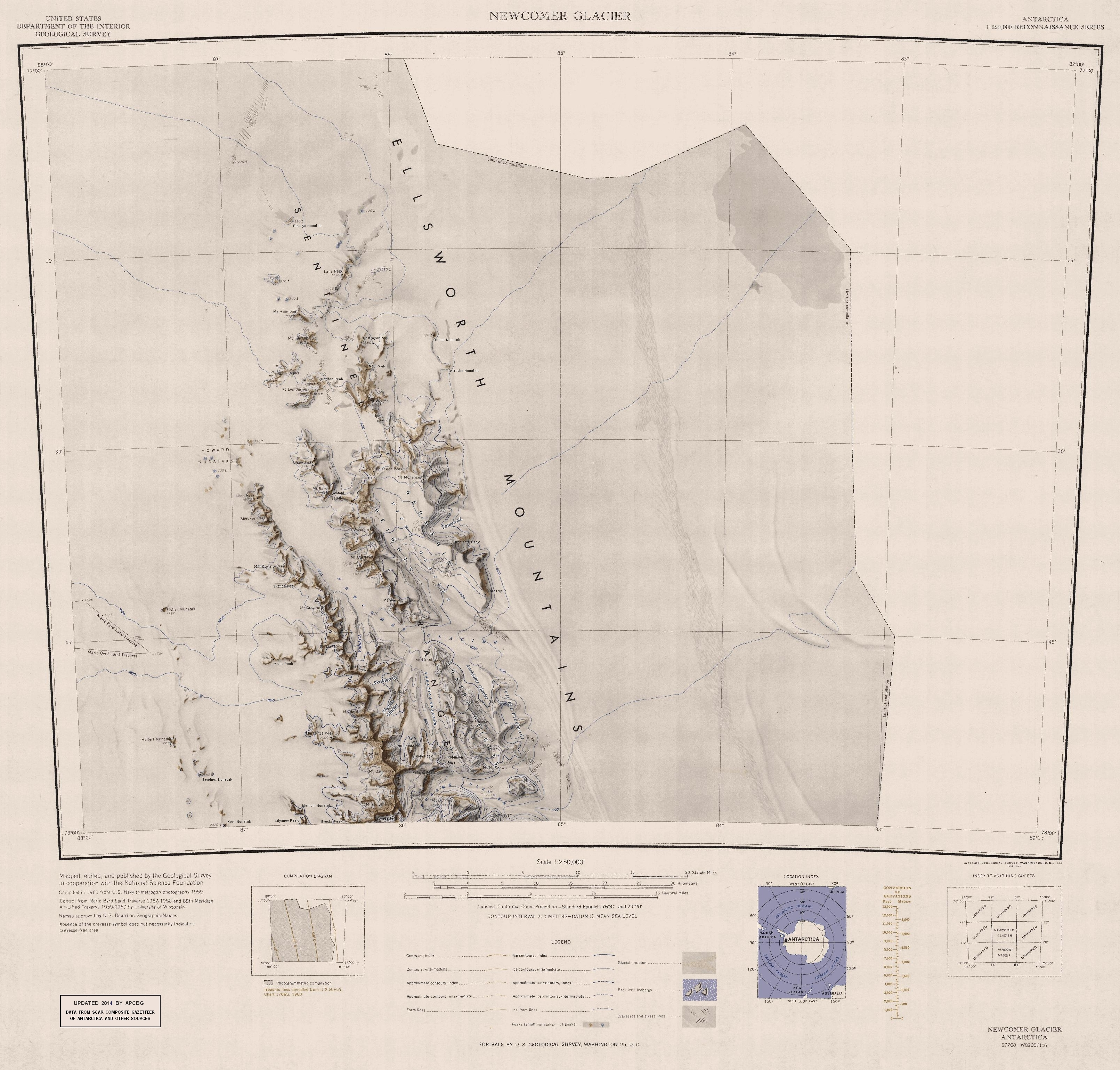

蘭寧山（英語：Mount Lanning），是南極洲的山峰，位於埃爾斯沃思地，處於紐卡默冰川南岸，屬於埃爾斯沃思山脈中森蒂納爾嶺的一部分，海拔高度1,820米，美國地質調查局根據測量和該國海軍的空中照片繪入地圖，現時由南極條約體系管理。